# Ино Яманака
Ино Яманака (на японски: 山中いの, ино – красива, яманака – жена) е измислена героиня в японското аниме и манга серии „Наруто“.
Родена е на 11 май. Тя е единствената жена-нинджа в 10-и отбор от Селото скрито в листата (Коноха), в който са още Чоджи Акимичи и Шикамару Нара. Тя познава Сакура Харуно от времето, когато двете са били деца. Когато двете откриват, че харесват едно и също момче – Саске Учиха, Сакура прекъсва приятелството им, за да станат вечни съперници за чувствата на Саске. По-късно двете възстановяват приятелството си по време на предварителните мачове за изпита за чуунин, където се бият и се елиминират взаимно, в резултат на което мача свършва като двоен нок-аут. В анимето, когато Сакура започва развитието си като медицинска нинджа и демострира напредъка си, Ино я моли да ѝ помогне да се развие в тази насока, за да е полезна на приятелите и съотборниците си.
В бойните техники, Ино се специализира в техника за придобиване на котрол над противниковия мозък. Чрез техниката „Нинджа Изкуство: Прехвърляне на Съзнанието“ тя премества своето съзнание в противниковото тяло и поема контрол над него. Тази техника има недостатък – при пропускане на целта, нинджата, която я използва губи съзнание за период от време и е напълно незащитена за атаките на противниците ѝ. Тази техника повече се препоръчвана за разузнаване, отколкото за бой и, нещо много важно – каквото се случи на превзетото от нея тяло, това се случва и на истинското ѝ тяло. Много е добра в хвърлянето на шурикени (Сакура смята, че е по-добра дори и от Саске) и има сравнително добре-развити тайджутсу умения.
Ино използва и друга техника – „Мислен контрол“ (измислена от баща ѝ – Иноичи Яманака), която кара противниците да правят това което тя мисли, но трябва да бъде на повече от 4 метра от тях за да проработи. Ино може да използва и един от видовете медицинско нинджуцу – „Възстановяваща длан“, но е много далеч от нивото на Сакура, която може да използва цели 52 вида медицинско нинджуцу и често се ядосва за това.
В свободното си време Ино Яманака работи в магазина за цветя на майка ѝ. С времето тя става ненадминат майстор по икебана и изключителен ботанист.
В Naruto Shippuuden тя става чуунин, но понеже Саске го няма тя си харесва Сай, който прилича много на Саске. По-късно се разбира, че нейните чувства за Саске и Сай са само повърхностни, и че възможността тя да е влюбена в Шикамару е много по-голяма. Когато Хидан и Какузу (членове на Акатски) смъртно нараняват нейния сенсей – Асума Сарутоби, тя се опитва да го излекува, но не успява. По-късно тя тръгва с Шикамару, Чоджи и Какаши да търси отмъщение за смъртта на сенсея си. По време на битката с Хидан и Какузу тя постоянно се тревожи за Шикамару. Когато Какузу се опитва да убие Чоджи, тя го защитава като хвърля шурикени по нападателя на съотборника ѝ, за отвлече вниманието му, но той лесно ги отбягва. След като Какузу я залавя и се опитва да я удуши, Шикамару я измъква от бойното поле и отнася нея и Чоджи настрани. Тя предлага на Шикамару да му помогне да победи Хидан, но той отказва, разтревожен за сигурността ѝ. Ямато, Наруто, Сакура и Сай пристигат и им помагат да победят в тази доста неравностойна битка, и тя се връща в селото.
Ино има дълга, права, бледоруса коса, която връзва на висока опашка. Един от кичурите на косата ѝ покрива дясното ѝ око, което, според Кишимото, ѝ придава доста „необикновено-специален“ вид. Очите ѝ са светлосини, както и на всички останали членове на клана Яманака. Облича се в тъмнолилаво, което е любимия ѝ цвят. Постоянно пази диети, въпреки че няма никаква нужда от тях, понеже Ино е толкова слаба, че, според Сакура, „слаба“ в нейния случай граничи опасно близо с „кльощава“.
По време на инвазията на Пейн над Коноха, на Ино и кланът ѝ им било заповядано да не се присъединяват към битката, поради рискованите им бойни техники. Шизуне им наредила да се отправят към Външния отдел, за да разкрият истинската самоличност на Пейн. Докато преминавали през тайна пътека, която щяла да ги отведе във Външния отдел незабелязано, Шизуне, Ино и баща ѝ случайно се засякли с Пътя на Човека. Той прочел мислите на Шизуне и отделил душата от тялото ѝ, убивайки я. После нападнал Ино, но Иноиши го парализирал с техниката си „Мислен контрол“ и казал на дъщеря си да продължава напред. Тя отказала, виждайки, че Пътят започва постепенно да се освобождава от техниката, под която баща ѝ го е подложил, но Иноиши настоял и тя продължила пътя си. След като отишла във Външния отдел и дала на нинджите-детективи информацията, която тя, баща ѝ и Шизуне са получили, Ино срещнала Катсуя, която я защитила от гигнтската експлозия на Пейн. След това ѝ заповядала да отиде при Шикамару и баща му – Шикаку, за да им помогне. Тя с изненада открила, че Иноиши е при тях. Баща ѝ и разказал, че е бил ранен от Пътя на Човека, но успял да се измъкне и бил излекуван от Цунаде, която прехвърлила чакрата си в клонингите на Катсуя и когато тя Катсуя се увила около него, го защитила и излекувала. След като Нагато изпратил взетите души на нинджите от Коноха да се върнат обратно в телата си, Ино гледала как Шизуне се връща към живота, а после приветствала Наруто при връщането му в селото. Тя, заедно с повечето си приятели (Сакура, Шикамару, Чоджи, Хината, Киба, Шино, Лий, Неджи и Тентен) взема окончателното решение всеки един от тях да се опита да убие Саске, ако се натъкне на него.